# Parafia Najświętszej Maryi Panny Królowej Polski w Boguszewie
Parafia pw. Najświętszej Maryi Panny Królowej Polski w Boguszewie – rzymskokatolicka parafia  należąca do dekanatu Knyszyn, archidiecezji białostockiej, metropolii białostockiej w Polsce. Siedziba parafii znajduje się w Boguszewie.

## Zasięg parafii
Do parafii należą wierni z następujących miejscowości: Boguszewo, Boguszewo kolonia , Dębina, Czekołdy, Lewonie i Zalesie.

## Historia parafii
Współcześnie istniejąca parafia rzymskokatolicka nie jest pierwszą chrześcijańską parafią na terenie Boguszewa. W XVI w. powstała tu bowiem parafia prawosławna, której życie religijne skupiało się wokół cerkwi św Paraskiewy. Parafia ta przemianowana następnie w unicką (greckokatolicką), istniała do XVIII w. czyli do momentu kiedy mieszkańcy wsi przyjęli katolicyzm w obrządku łacińskim.
Po długich staraniach mieszkańców Boguszewa i okolicznych wsi uzyskano zgodę na budowę kościoła w roku 1980. W latach 1981–1982 pod nadzorem ks. Januarego Kownackiego wikariusza parafii św. Piotra i Pawła w Trzciannem zbudowano świątynię według projektu architekta inż. Mirosława Staweckiego z Goniądza. Biskup Edward Kisiel 2 maja 1982 r. poświęcił nowo wybudowany kościół. W roku 1984 zamieszkał w Boguszewie na stałe pierwszy duszpasterz, a w roku następnym utworzono w tej miejscowości samodzielny rektorat. Od roku 1987 zaczęto prowadzić księgi metryczne, a w roku 1990 został założony cmentarz grzebalny, którego poświęcenia dokonano w 1992 r. Kościół pw. NMP Królowej Polski w Boguszewie był kościołem filialnym parafii w Trzciannem do roku 1995.
Arcybiskup metropolita białostocki Stanisław Szymecki 7 września 1995 r. erygował parafię w Boguszewie. Pierwszym proboszczem został mianowany dotychczasowy wikariusz parafialny ks. Stanisław Kurek. Parafia została wydzielona (powstała) z macierzystej parafii pw. św. Piotra i Pawła w Trzciannem.

## Kościół parafialny
- Kościół NMP Królowej Polski w Boguszewie

Cmentarz parafialny
Na terenie parafii znajduje się cmentarz grzebalny założony w roku 1990 i poświęcony 13 maja 1992 przez ks. abpa Edwarda Kisiela o powierzchni 0,75 ha w odległości 1 km od kościoła.

## Duszpasterze
Proboszczowie
- ks. Stanisław Kurek
- ks. Józef Bielski
- ks. Stanisław Jakubowicz
- ks. Marek Wojszko
- ks. Grzegorz Nienałtowski (od 26 sierpnia 2018)

Księża posługujący w Boguszewie;
- ks. January Kownacki,
- ks. Stanisław Kurek,
- ks. Andrzej Sadowski